# Hermandad del Cristo de Zalamea y Virgen del Consuelo (Orihuela)
La Hermandad Penitencial del Santísimo Cristo de Zalamea y María Santísima del Consuelo es una agrupación pasional fundada en el año 1969. Desfila el Domingo de Ramos y el Viernes Santo en la Semana Santa de Orihuela.

## Historia
Esta Hermandad Penitencial tiene sus orígenes allá por el año 1967, cuando un grupo de oriolanos quiso fundar la “Mayordomía del Santísimo Cristo de Zalamea y María Santísima de las Angustias”. Ésta no prosperó al existir ya en la ciudad un paso de la Virgen similar. Tras otro intento fallido, se consiguió finalmente con el apoyo fundamental de las Hermanas Clarisas del Monasterio de San Juan de la Penitencia, quienes cedieron muy gustosas el Stmo. Cristo de Zalamea. Fue el primer Hno. Mayor Eclesiástico, el Rvdo. Carlos Camarasa Rodríguez, quien consiguió del obispado la posibilidad de desfilar en plan de prueba el Domingo de Ramos de 1969 tras la Cofradía del Santísimo Cristo de la Flagelación. Finalmente, el 20 de abril de 1969 se consigue la aprobación eclesiástica de los Estatutos. Tras esta primera procesión, los periódicos de la provincia se hacen eco de su orden, seriedad, recogimiento, en definitiva, de una nueva forma de entender la Semana Santa de Orihuela.
El 11 de octubre de 1975 se acuerda crear un nuevo Tercio, integrado solo por mujeres. Nuevamente las Hermanas Clarisas ceden la imagen que se encontraba en la Iglesia de su Monasterio y que había desfilado como “Soledad” en la procesión del Santo Entierro de Cristo. Su primera salida es en la Semana Santa de 1976, portada por costaleras. Las andas y las vestiduras fueron prestadas por la comisión de fiestas de la Virgen del Remedio de la Calle San Juan.

## Uniformidad
Tercio del Cristo de Zalamea: Capa, fajín y capirote negros. Saya blanca con botones negros. Escudo de la Hermandad bordado en la parte trasera del capirote. Calcetines blancos y sandalias "fraileras" negras. Guante negro. Cirio blanco con empuñadura apoyado en la cintura.
Tercio de la Virgen del Consuelo: Capa, fajín y capirote negros. Saya blanca con botones negros. Escudo de la Hermandad bordado en la parte trasera del capirote. Calcetines blancos y sandalias "fraileras" negras. Guante blanco. Cirio de orfebrería apoyado en el suelo.
Tercio de Tambores: Capirote negro con la parte trasera más alargada en forma de media capa. Saya blanca con botones negros. Escudo de la Hermandad bordado en la parte trasera del capirote. Calcetines blancos y sandalias "fraileras" negras. Guante negro. Tambores vestidos con faldillas negras ribeteadas de blanco con el escudo de la Hermandad en el frente.

## Imágenes

### Santísimo Cristo de Zalamea

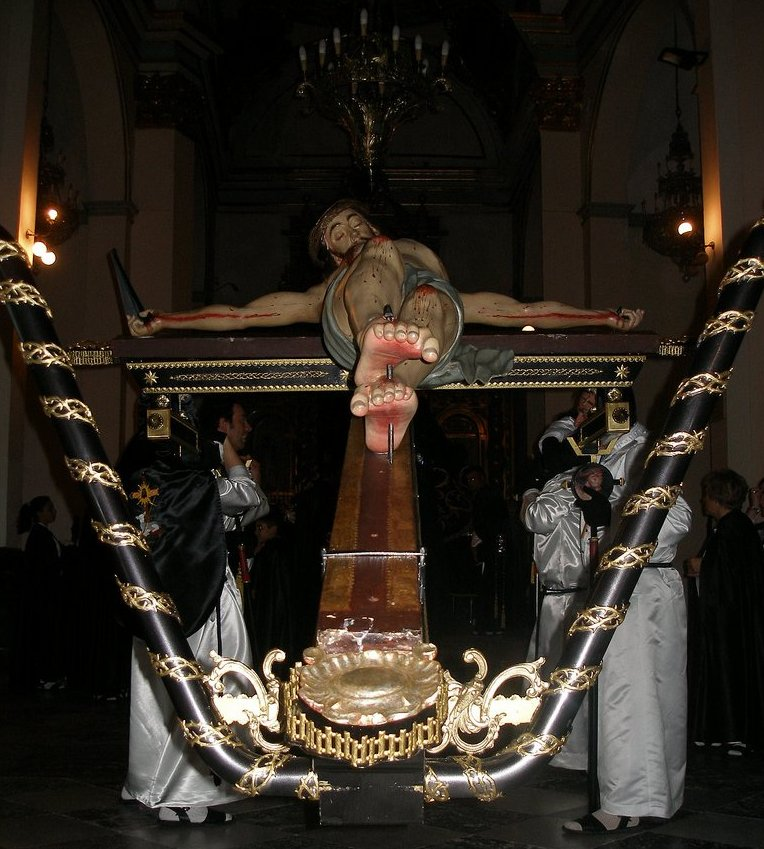
Stmo. Cristo de Zalamea.

(siglo XVII) Imagen de autor desconocido. El investigado local Mariano Cecilia Espinosa lo atribuye al imaginero murciano Francisco Salzillo. Representa a Cristo crucificado, ya muerto y destaca por ser uno de los más grandes de Orihuela. Su nombre parece proceder del árabe "zalmud" que significa "sanador". Desfila sobre una sobria estructura de hierro y aluminio que presenta la talla en un plano inclinado. Es portado por ocho nazarenos de su tercio, los cuales hacen golpear su "mozo" (apoyo con el que se sostiene el paso) contra el suelo, anunciando la llegada del Cristo. Todo ello conmueve grandemente a los espectadores de la procesión los cuales demuestran gran respeto y devoción hacia Él.

### María Santísima del Consuelo

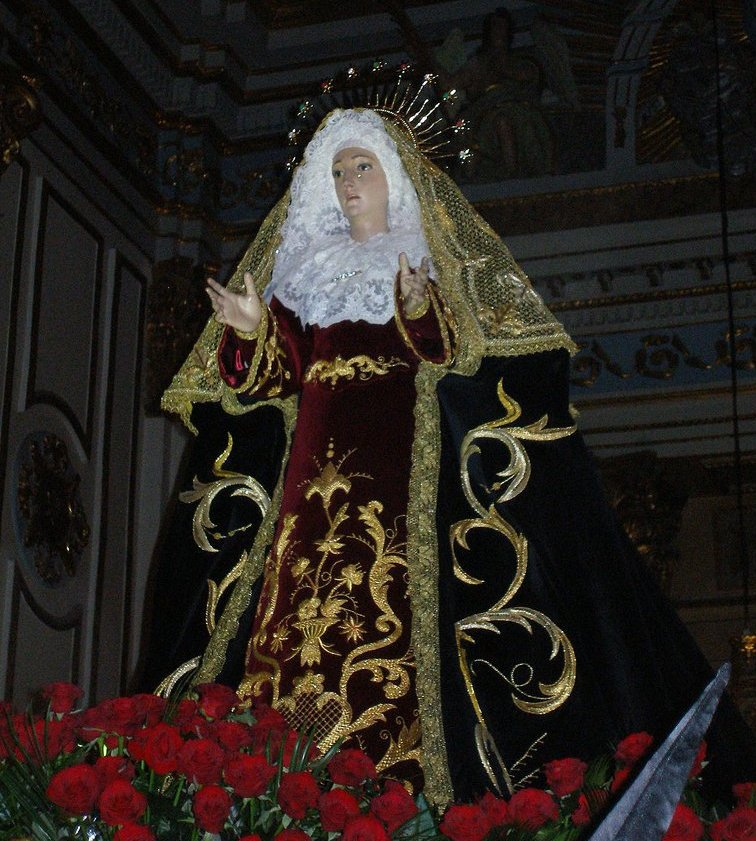
María Stma. del Consuelo.

(siglo XVIII) Talla completa de vestir, también de autor desconocido, aunque atribuida a Roque López, discípulo de Francisco Salzillo. Se conserva durante todo el año en la clausura del Monasterio de San Juan de la Penitencia. Viste saya y manto realizados por el artista de Coria del Río, Sevilla, Francisco Franco. Es llevado a hombros por treinta y seis mujeres, las cuales al igual que los hombres hacen golpear su mozo contra el suelo emitiendo un sonido característico y único en la Semana Santa.

## Procesión

### Itinerario y Horario
Procesión de Domingo de Ramos
Monasterio de San Juan (22,15h.) - C/. Antonio Pinies - C/. Tintoreros - C/. Ballesteros Villanueva - C/. Alfonso XIII - C/. Loazes (23,00h.) - C/. Calderón de la Barca - C/. San Pascual - Plaza Nueva - Plaza Cubero (23,45h.) - Puente de Poniente - C/. López Pozas (00,00h.) - C/. Santa Justa (00,15h.) - C/. Francisco Díe - C/. Santiago (00,30h.) - Santuario de Ntra. Sra. de Monserrate (00,45h.)
Procesión General de la Pasión (Viernes Santo)
Santuario de Ntra. Sra. de Monserrate (19,00h.) - C/. Hospital - C/. Marqués de Arneva - C/. Santa Justa (19,45h.) - C/. López Pozas - Puente de Poniente - Plaza Cubero - Plaza Nueva - C/. Almunía - C/. San Agustín (20,15h.) - Avda. José Antonio (21,00h.) - C/. Calderón de la Barca - C/. Loazes - C/. Alfonso XIII - C/. Ballesteros Villanueva - Monasterio de San Juan (21,30h.).

### Orden de Procesión
Domingo de Ramos
- Cruz-Guía
- Pelotón de Niños
- Tambores de la Hermandad
- Bandera de la Hermandad
- Nazarenos del Tercio de María Santísima del Consuelo
- María Santísima del Consuelo (siglo XVIII) de autor anónimo, atribuido a Roque López
- Alumbrantes y Autoridades
- Estandarte de la Hermandad
- Nazarenos del Tercio del Santísimo Cristo de Zalamea
- Pebeteros con Incienso
- Santísimo Cristo de Zalamea anónimo.
- Tambores y Autoridades

Viernes Santo
- Cruz-Guía
- Pelotón de Niños
- Tambores de la Hermandad
- Estandarte de la Hermandad
- Nazarenos del Tercio del Santísimo Cristo de Zalamea
- Pebeteros con Incienso
- Santísimo Cristo de Zalamea anónimo.
- Bandera de la Hermandad
- Nazarenos del Tercio de María Santísima del Consuelo
- María Santísima del Consuelo (siglo XVIII) de autor anónimo, atribuido a Roque López
- Alumbrantes

Se da la circunstancia de que el Estandarte de la Hermandad encabeza el tercio de la Virgen si la portadora es mujer y si el portador es hombre, encabeza el tercio del Cristo.

## Música
La Música de la Hermandad es la siguiente:
- Toque de tambores de la Hermandad del Cristo de Zalamea (Anónimo)
- Plegaria al Cristo de Zalamea (Francisco Grau)
- Virgen del Consuelo (Antonio Bailén Sarabia)
- Consuelo de Amargura (Antonio Bailén Sarabia)

## Nombramientos
La Hermandad nombra cada año a los siguientes cargos:
Hermano/a Portaestandarte (Por orden de antigüedad se turnan hermanos y hermanas en el cargo)
Hermano de Honor

### 2011
Hermano Portaestandarte: Manuel Rodríguez Birlanga
Hermano de Honor: Cofradía de Ntra. Sra. de Monserrate

### 2012
Hermana Portaestandarte: Isabel Romá Moya
Hermano de Honor: Unión Musical de Benferri

### 2013
Hermano Portaestandarte: José Manuel Llor Ruiz
Hermano de Honor: Rvdo. Sr. Don José Antonio Gea Ferrández

### 2014
Hermana Portaestandarte: María del Carmen Mazón Ortuño.
Hermano de Honor: Ilmo. y Rvdmo. Monseñor Don Jesús Murgui Soriano, Obispo de la Diócesis de Orihuela - Alicante.

### 2015
Hermano Portaestandarte: Jaime Pina Aracil
Hermana de Honor: Conchita Giménez García

### 2016
Hermana Portaestandarte: Paulina Soler Cayuelas
Hermano de Honor: Joaquín Lacal Sánchez

### 2017
Hermano Portaestandarte: Antonio Marcos Fuentes
Hermano de Honor: Sr. Don Ignacio Martínez Ballester, Presidente de la J.M. de Cofradías de Orihuela

### 2018
Hermana Portaestandarte: María José Ferrández Lacal
Hermano de Honor: Colegio Diocesano Oratorio Festivo de San Miguel de Orihuela

### 2019
Hermano Portaestandarte: Marcelino Asuar Belda
Hermanas de Honor: Comunidad de Hermanas Clarisas del Monasterio de San Juan de la Penitencia de Orihuela.

### 2020
Hermana Portaestandarte: Doña Encarnación Vidal Sánchez-Palencia.
Hermano de Honor: Excelentísimo Sr. Don Emilio Bascuñana Galiano, Alcalde de Orihuela.
Con motivo de la suspensión de las procesiones en los años 2020 y 2021, dichos cargos quedan prorrogados hasta la Semana Santa de 2022.

### 2023
Hermano Portaestandarte: Don Antonio Carlos Marcos Gutiérrez.
Hermano de Honor: Ilmo. y Rvdmo. Monseñor Don José Ignacio Munilla Aguirre, Obispo de la Diócesis de Orihuela - Alicante.

## Enlaces
- Web oficial

- Colección de Imágenes de la Hermandad (enlace roto disponible en Internet Archive; véase el historial, la primera versión y la última).

- Datos: Q5895492